# Congreso de los azerbaiyanos del mundo
El Congreso de los azerbaiyanos del mundo (en azerí: Dünya Azərbaycanlılarının Qurultayı) es un evento de alto nivel para fortalecer aún más los lazos con los azerbaiyanos que viven en el extranjero, para garantizar la unidad y la solidaridad entre los azerbaiyanos del mundo, así como para fortalecer y coordinar las actividades de las comunidades y asociaciones azerbaiyanas.

## Historia
La primera iniciativa de convocar un Congreso de los azerbaiyanos del mundo ocurrió en 1992. Según el Decreto del Presidente de la República de Azerbaiyán de 24 de diciembre de 1992, se decidió convocar el Congreso de los azerbaiyanos del mundo en Bakú. Por decreto del presidente de la República de Azerbaiyán, Abulfaz Elchibey, se estableció el Comité Organizador del Congreso de los azerbaiyanos del mundo. A pesar de esto, el congreso no se llevó a cabo.
En 2001, se celebró el Primer Congreso de los azerbaiyanos del mundo en Bakú, la capital de Azerbaiyán. Este congreso fue un paso significativo en la integración de los azerbaiyanos que viven en el extranjero en torno a un objetivo común, la ideología del "azerbaiyanismo". Cabe señalar que no solo se trataba de personas de etnia azerbaiyana, sino también de delegados de muchas otras nacionalidades de la multinacional Azerbaiyán, que representaban la parte más activa de la diáspora azerbaiyana extranjera. En el congreso, se determinaron los miembros del Consejo de Coordinación de los azerbaiyanos mundiales y Heydar Aliyev fue elegido presidente del Consejo.
El segundo congreso de azerbaiyanos mundiales se celebró el 16 de marzo de 2006. El presidente de la República de Azerbaiyán, Ilham Aliyev, fue elegido presidente del Consejo de Coordinación de azerbaiyanos mundiales en este congreso.
El Tercer Congreso Mundial de Azerbaiyanos se celebró el 5 de julio de 2011 en la ciudad de Bakú. Asistieron 1.272 representantes.  Entre los participantes en el Tercer Congreso de los azerbaiyanos del mundo también se encontraban judíos, rusos, ucranianos, búlgaros, turcos mesjetianos y representantes de otros pueblos que vivían en Azerbaiyán y se marcharon para la residencia permanente en países extranjeros. El presidente de Azerbaiyán, Ilham Aliyev, fue reelegido presidente del Consejo de Coordinación de los azerbaiyanos mundiales.
El 3 de junio de 2016, se celebró en el Centro Heydar Aliyev de Bakú la ceremonia de inauguración oficial del Cuarto Congreso de Azerbaiyanos del Mundo. Los delegados del congreso eligieron una vez más por unanimidad al presidente Ilham Aliyev como presidente del Consejo de Coordinación de los azerbaiyanos mundiales. El consejo coordinador fue aprobado en el congreso por 109 miembros.